# 上第聶伯羅夫斯克
上第聶伯羅夫斯克（羅馬化：Verkhniodniprovsk，發音：[werxnʲod⁽ʲ⁾n⁽ʲ⁾iˈprɔu̯sʲk]）是乌克兰第聂伯罗彼得罗夫斯克州卡姆揚斯凱區上第聂伯罗夫斯克市镇内的城市及该市镇的行政中心，2020年7月18日前為上第聶伯羅夫斯克區的行政中心。該市距離州府聶伯城73公里，始建於1779年，面積10平方公里，海拔高度131米，2022年人口数量为15,477人。

## 当地名人
- 弗拉基米尔·谢尔比茨基：曾任乌克兰苏维埃社会主义共和国部长会议主席，乌克兰共产党中央第一书记等职。

## 图集

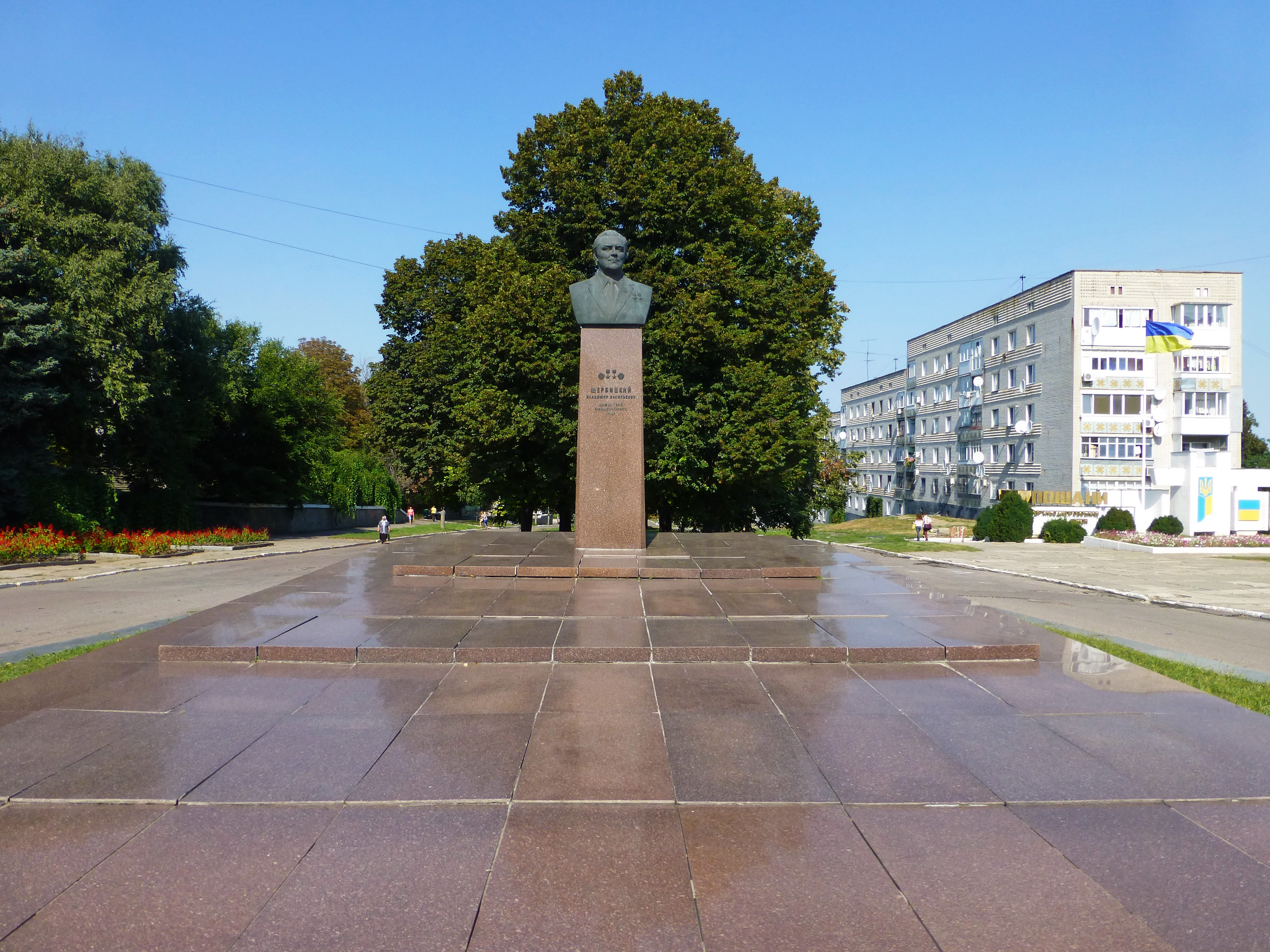

## 來源
1. ↑  周定国 (编). . . 北京: 中国对外翻译出版公司. 2008-01. ISBN 978-7-500-10753-8. OCLC 885528603. OL 23943703M. NLC 003756704.（简体中文）
2. ↑   (PDF). 乌克兰国家统计局.   [2023-02-25]. （原始内容存档 (PDF)于2023-03-29） （乌克兰语及英语）.